# جواد فکوری
جواد فکوری (۱۷ دی ۱۳۱۷ – ۷ مهر ۱۳۶۰) سرهنگ خلبان اف-۴ فانتوم ۲ نیروی هوایی ایران و فرمانده آن نیرو از ۱۳۵۹ تا ۱۳۶۰ و وزیر دفاع در کابینه محمدعلی رجایی بود.
وی در محله چرنداپ شهر تبریز متولد شد.
در سال ۱۳۳۷ مدرک دیپلم خود را با موفقیت کسب کرد.
در همان سال در کنکور سراسری شرکت کرد و در رشته پزشکی پذیرفته شد ولی به خاطر علاقه زیادی که به خلبانی داشت، با انصراف دادن از تحصیل در دانشگاه، در مهر ماه همان سال وارد دانشکده خلبانی نیروی هوایی شد.
پس از گذراندن دوره مقدماتی پرواز در دانشگاه خلبانی، اولین پرواز مستقل خود را در سال ۱۳۳۹ با هواپیمای T-۳۳ بر فراز آسمان دوشان تپه در وضعیت‌های مختلف و به مدت یک ساعت و نیم با موفقیت انجام داد.
فکوری دو بار درسال‌های ۱۳۴۲ و ۱۳۵۶ برای تحصیل و آموزش خلبانی جنگنده اف-۴ به آمریکا رفت.
او پس از انقلاب ۱۳۵۷، مجدداً به خدمت نیروی هوایی ارتش جمهوری اسلامی ایران درآمد و با شروع جنگ ایران و عراق به عنوان یکی از طراحان عملیاتهای نیروی هوایی ایران به کار خود ادامه داد. جواد فکوری در طراحی عملیات کمان ۹۹ و عملیات اچ-۳ و عملیات اوسیراک شرکت داشت. همچنین فرماندهی پشتیبانی پایگاه دوم شکاری، فرماندهی پایگاه یکم شکاری و معاونت عملیاتی نیروی هوایی از دیگر پست‌های محوله به فکوری می‌باشد. وی در مهرماه ۱۳۶۰ در حین بازگشت از جبهه جنوبی جنگ به تهران، بر اثر سقوط هواپیمای حامل به همراه جمعی از فرماندهان ارتش و سپاه، تیمسار سرلشکر فلاحی، سرهنگ نامجو، سرداران کلاهدوز و جهان آرا، کشته شد.
پس از درگذشت وی در سانحه پرواز هرکولس سی-۱۳۰ نیروی هوایی ارتش ایران، درجه نظامی جواد فکوری به سرلشکری ترفیع یافت، و از او تحت عنوان رسمی «امیر سرلشکر جواد فکوری» یاد می‌شود.

## دوران کودکی تا جوانی
مادر وی فردی مذهبی و پدر وی از کاسب‌های جزء بود که پس از شکست فرقه به تهران مهاجرت کرد و در سبزه میدان بازار تهران مغازه‌ای خرید و مشغول به همان کار بازرگانی خود، صادرات فرش به اروپا و واردات چای، کاغذ و چسب از آنجا شد. جواد در این موقع دوران کودکی را سپری می‌کند. پس از طی شدن دوران کودکی، برای گذراندن دوره تحصیلات ابتدایی وارد مدرسه اقبال می‌شود و پس از آن تحصیلات متوسطه خود را در دبیرستان مروی تهران آغاز و در سال ۱۳۳۷ مدرک دیپلم خود را با موفقیت کسب می‌کند.
فکوری در سال ۱۳۳۸ در کنکور سراسری شرکت کرده و در رشته پزشکی پذیرفته شد ولی به خاطر علاقه زیادی که به خلبانی داشت، با انصراف دادن از تحصیل در دانشگاه در مهر ماه همان سال وارد دانشکده خلبانی نیروی هوایی شاهنشاهی ایران شد.

## دوره‌های آموزشی
وی پس از گذراندن دوره مقدماتی پرواز در دانشگاه خلبانی، اولین پرواز مستقل خود را در سال ۱۳۳۹ با هواپیمای T-۳۳ بر فراز آسمان دوشان تپه در وضعیت‌های مختلف و به مدت یک ساعت و نیم با موفقیت انجام داد. فکوری پس گذراندن این دوره، برای تکمیل آموزش به آمریکا اعزام شد و پس از یک سال و نیم با ۲۶۳ ساعت آموزش پرواز، موفق به اخذ گواهینامه خلبانی هواپیمای شکاری بمب افکن اف ۴ شد و پس از بازگشت به ایران، با درجه ستوان دومی در پایگاه یکم شکاری مشغول به خدمت شد و پس از مدتی به پایگاه هوایی شیراز منتقل شد و در گردان تاکتیکی شکاری مشغول به خدمت شد.
وی دوره‌های تکمیلی خلبانی، مدیریت خلبانی (اف ۴)، فرماندهی گردان هوایی و فرماندهی ستاد را با موفقیت طی کرد. فکوری دو بار برای تحصیل به آمریکا رفته‌است: بار اول در سال ۱۳۴۲ بود و بار دوم در سال ۱۳۵۶. با تمام شدن دوره در اسفند ۵۷ به ایران بازگشت.

## خدمت در نیروی هوایی
او در سال ۱۳۴۳ ازدواج کرد که ثمره این ازدواج دو فرزند پسر و یک دختر انوشیروان، آلاله و علی می‌باشد. در سال‌های پیش از پیروزی انقلاب او در پایگاه‌های مختلف نیروی هوایی، پایگاه یکم شکاری مهرآباد به مدت ۳ سال، پایگاه هوایی شاهرخی همدان (سوم شکاری) به مدت ۳ سال و به مدت ۸ سال در پایگاه شکاری شیراز، خدمت کرد. در دهه ۵۰ هجری شمسی از جمله ناظران نظامی نیروی هوایی بود که به کشور ویتنام اعزام شد. در هنگام پیروزی انقلاب اسلامی او معاون پشتیبانی پایگاه دوم شکاری تبریز بود و بعد از پیروزی انقلاب اسلامی به فرماندهی این پایگاه منصوب شد. به‌دنبال ناآرامی‌ها و شورش هواداران حزب خلق مسلمان در شهر تبریز، که شامل گروهی از پرسنل پایگاه دوم هم می‌شدند، او به مدت ۴۸ ساعت به گروگان گرفته شد. با اینحال و علی‌رغم محدودیت‌های موجود او موفق به سرکوب شورش و بازگرداندن نظم به پایگاه دوم شکاری و شهر تبریز گردید. به دنبال این موفقیت وی به تهران احضار و به فرماندهی پایگاه یکم شکاری مهرآباد منصوب شد. سمت بعدی او در نیروی هوایی معاونت عملیات نیروی هوایی بود و بعد از یک ماه انجام وظیفه در این سمت جانشین تیمسار سرلشکر باقری در سمت فرماندهی نیروی هوایی شد. در سال ۱۳۵۹ او و نیروی هوایی بحران ناشی از کشف کودتای نوژه را از سر گذراندند، علی‌رغم پاکسازی‌های گسترده و سوءظن دولت انقلابی سرهنگ فکوری موفق به احیای فعالیت روزمره و پروازهای عملیاتی نیروی هوایی شد.
به‌دنبال اولین انتخابات ریاست جمهوری و پس از تشکیل کابینه محمدعلی رجایی او با حفظ سمت به عنوان وزیر دفاع برگزیده شد و به عضویت دولت درآمد.بدین‌ترتیب با عهده‌دار بودن دو شغل مهم و حساس وی به‌ناچار سه‌روز در هفته در نیروی هوایی و سه روز دیگر در وزارت دفاع بود. پس از آنکه سرهنگ معین‌پور به فرماندهی نیروی هوایی گمارده شد، فکوری مورد تشویق قرار گرفت و به سمت جانشینی رئیس ستاد مشترک ارتش انتخاب گشت.

## ربایش
فکوری یک ماه پس از انقلاب ۱۳۵۷، به فرماندهی پایگاه دوم شکاری تبریز منصوب شد. در دوران فرماندهی وی، اعضای حزب جمهوری خلق مسلمان ایران به طرفداری از سید محمدکاظم شریعتمداری برخی ناآرامی‌ها را در تبریز پدید آورند. طرفداران این حزب که نفوذ گسترده‌ای در ادارات و پایگاه‌های نظامی مستقر در تبریز داشتند صدا و سیما و چند پایگاه نظامی در تبریز از جمله پایگاه دوم شکاری را از طریق برخی پرسنل نظامی مستقر در خود این پایگاه‌ها به تصرف در آوردند. فکوری نیز در همین ایام جلوی درب منزلش ربوده می‌شود و به مدت دو روز تحت شکنجه قرار ‌می‌گیرد. بنا به گفته ژیلا ذره خاک همسر جواد فکوری، ربایندگان قصد کشتن او بر اثر شکنجه را داشتند. چگونگی آزادی و یا فرار وی دقیقا مشخص نیست، ادعا می‌شود وی پس از دو روز با تلاش مصطفی اردستانی و با همکاری چند تن از پرسنل نیروی هوایی رهایی یافت. شدت جراحات حاصل از این شکنجه به حدی بود که وی را به‌دلیل ناامنی در تبریز برای درمان به تهران منتقل کردند. وی پس از بهبودی نسبی مجددا به تبریز باز می‌گردد و به مقابله با حزب جمهوری خلق مسلمان و آرام نمودن اوضاع در تبریز مبادرت می‌ورزد.

## آغاز جنگ و کمان ۹۹
به‌دنبال حمله ارتش عراق به فرماندهی صدام حسین به ایران در ۳۱ شهریور ۱۳۵۹، سرهنگ فکوری با موفقیت عملیات البرز یا طرح کمان ۹۹ را که شامل حملهٔ سراسری به پایگاه‌های نیروی هوایی عراق و مراکز حساس نظامی و اقتصادی این کشور بود به اجرا گذاشت. سرهنگ فکوری همچنین شخصاً در طراحی و اجرای عملیات اچ-۳، حمله به پایگاه‌های نیروی هوایی عراق در جوار مرز این کشور با اردن شرکت داشت. حمله به اچ -۳ در کنار کمان ۹۹ جز موفق‌ترین عملیات‌های نظامی نیروهای هوایی مدرن هستند. در شهریور ماه ۱۳۶۰ و با نزدیک شدن زمان اجرای عملیات شکست حصر آبادان با موافقت فرمانده کل نیروهای مسلح، سرهنگ جواد فکوری به پیشنهاد امیر سرلشکر فلاحی به ستاد مشترک ارتش جمهوری اسلامی منتقل شد و جای خود را به سرهنگ محمدحسین معین پور واگذار کرد.

## درگذشت

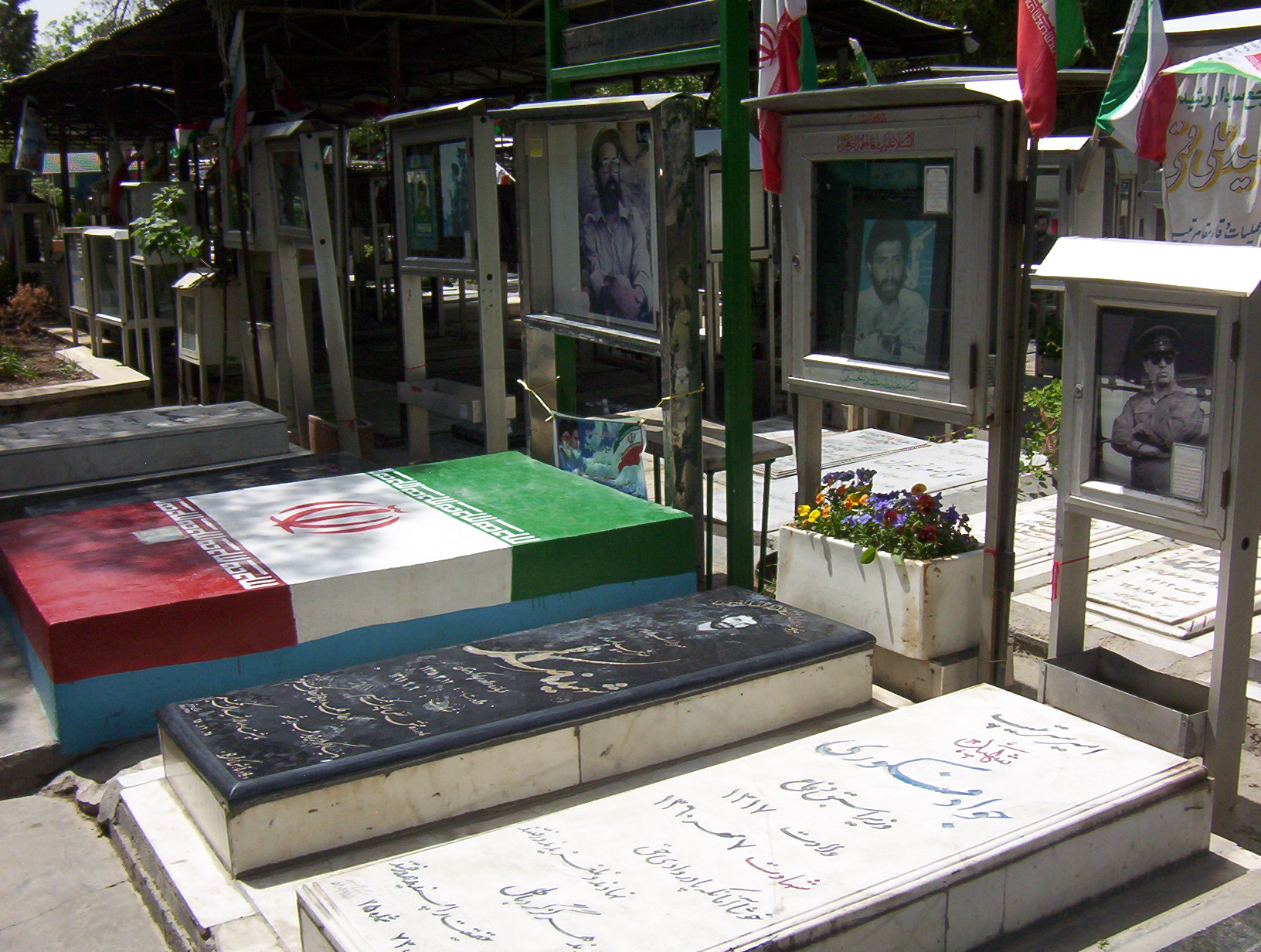
مدفن جواد فکوری، ناصر کاظمی، مصطفی چمران و موسی نامجو در بهشت زهرا

جواد فکوری در ۷ مهرماه سال ۱۳۶۰ در راه بازگشت از جبهه بر اثر سقوط پرواز هرکولس سی-۱۳۰ نیروی هوایی ارتش ایران ۱۳۶۰ به همراه جمعی از فرماندهان ارتش و سپاه، تیمسار سرلشکر فلاحی، سرهنگ نامجو، سرداران کلاهدوز و جهان آرا، کشته‌شد. پس از مرگش، حکومت جمهوری اسلامی وی را به درجه امیر سرلشکر ترفیع درجه داد و از او به‌عنوان رسمی «شهید امیر سرلشکر جواد فکوری» یاد می‌کند. او در «قطعه ۲۴ شهدا ردیف ۷۳ شماره ۲۵» بهشت زهرا در تهران به خاک سپرده شده‌است. نورالدین کیانوری دربارهٔ علل مرگ سرلشکر فکوری، اتفاقی بودن سانحه هوایی را صراحتاً زیر سؤال برد و دست «عوامل دشمن» را در کار دید. ابوالحسن بنی صدر نیز در مصاحبه‌های مختلف سقوط این هواپیما را کار خود حکومت می‌داند و معتقد است هواپیما بی‌دلیل در آسمان منفجر نشده‌است.
افراد و اشخاص دیگری همچون محمود خرم‌دل کمک خلبان این پرواز، سرهنگ علی صولتی سر خلبان پرواز، ناخدا هوشنگ صمدی، فرمانده تکاوران دریایی مدافع خرمشهر ، و محمدعلی شریف‌النسب از فرماندهان میانی ارتش در دوران جنگ، نیز این واقعه را صددرصد مشکوک و حاصل شلیک موشک پدافند خودی به هواپیما ذکر نموده اند.

## آثار
سرلشکر فکوری مؤلف چندین کتاب و دستورالعمل آموزشی در نیروی هوایی بوده‌است. از آن جمله می‌توان به کتابچهٔ اطلاعات نیروهای هوایی منطقه اشاره کرد.

## نگارخانه

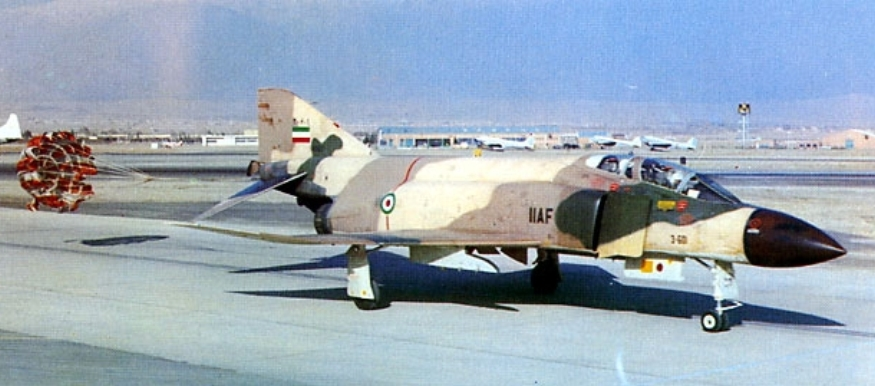
کیوان نور حقیقی و جواد فکوری در حال تست سالیانه پرواز جنگنده اف-۴ در شیراز-سال ۱۹۷۴
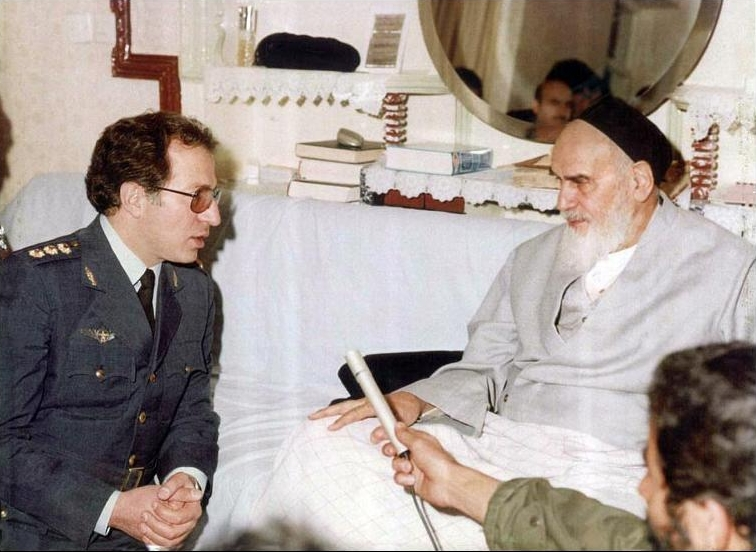
سرهنگ جواد فکوری در دیدار با روح الله خمینی در جماران در حال ارائه گزارشی از جبهه‌های جنگ
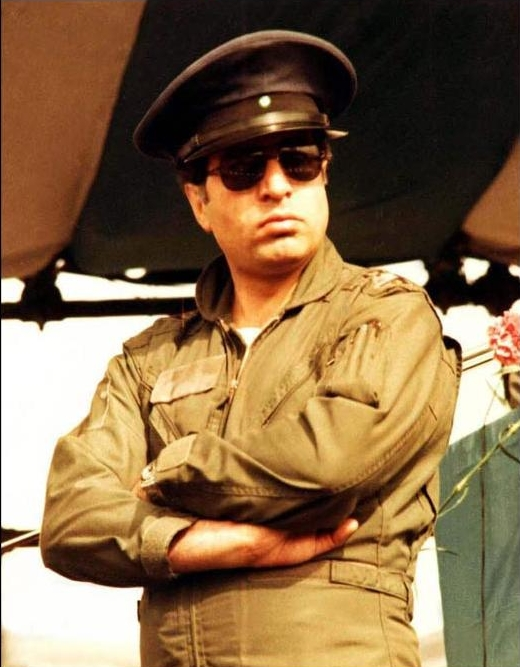
سرلشکر جواد فکوری
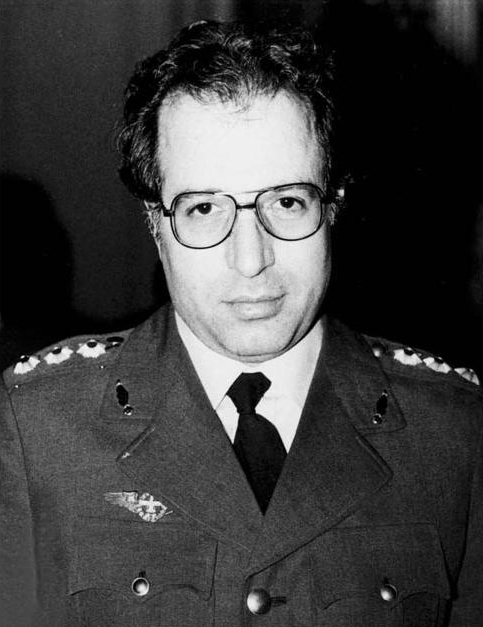
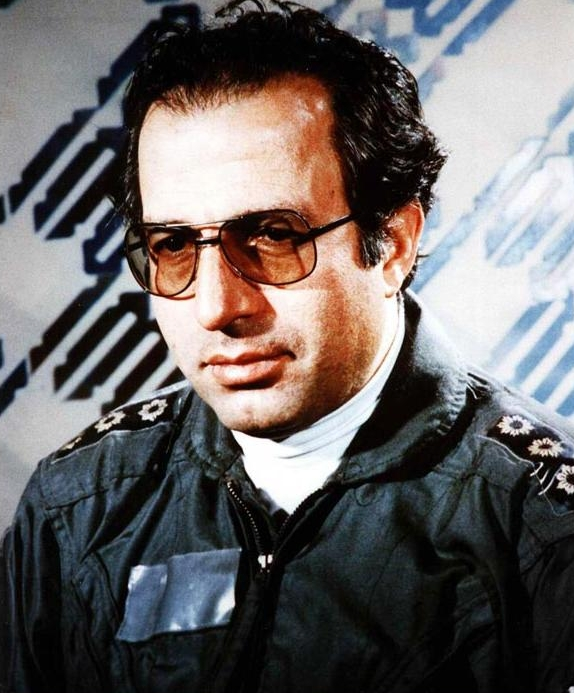